# José Angresola
José María Angresola Jiménez (ur. 28 lipca 1993 w Walencji) – hiszpański piłkarz występujący na pozycji obrońcy w Realu Oviedo.

## Statystyki klubowe
| Sezon   | Klub                | Kraj      | Liga               | Mecze | Bramki | Puchar krajowe | Mecze | Bramki |
| ------- | ------------------- | --------- | ------------------ | ----- | ------ | -------------- | ----- | ------ |
| 2007/08 | Levante B           | Hiszpania | Segunda División B | 9     | 0      | -              | -     | -      |
| 2008/09 | Levante UD          | Hiszpania | Segunda División   | 2     | 0      | -              | -     | -      |
| 2009/10 | Levante B           | Hiszpania | Tercera División   | 0     | 0      | -              | -     | -      |
| 2010/11 | Levante UD          | Hiszpania | Primera División   | 0     | 0      | -              | -     | -      |
| 2011/12 | Valencia B          | Hiszpania | Segunda División B | 20    | 0      | -              | -     | -      |
| 2012/13 | Levante B           | Hiszpania | Segunda División B | 39    | 3      | -              | -     | -      |
| 2013/14 | Levante B           | Hiszpania | Segunda División B | 35    | 0      | -              | -     | -      |
| 2014/15 | Gimnàstic Tarragona | Hiszpania | Segunda División B | 37    | 0      | -              | -     | -      |
| 2015/16 | Gimnàstic Tarragona | Hiszpania | Segunda División   | 40    | 2      | Puchar Króla   | 1     | 0      |
| 2016/17 | Gimnàstic Tarragona | Hiszpania | Segunda División   | 38    | 0      | -              | -     | -      |
| 2017/18 | Real Oviedo         | Hiszpania | Segunda División   | 35    | 2      | Puchar Króla   | 1     | 0      |

Stan na: 13 maja 2018 r.